# やまだかつてないバンド
やまだかつてないバンドとはテレビ番組『邦ちゃんのやまだかつてないテレビ』（フジテレビ系）にて山田邦子が永井真理子、MALTA、村上“ポンタ”秀一、伊藤広規、原田喧太と組んでいたバンド。通称『やまかつバンド』。
1989年秋の番組開始から1990年秋にかけては番組のエンディングで出演し、それぞれコスプレ姿で演奏していた。
なお、1989年10月に青山円形劇場（東京都港区）で行なわれた唯一のコンサートでは、サポートメンバーとして小林信吾（キーボード）と斎藤ノブ（パーカッション）が参加した。

## 主なメンバーの役割
- 山田邦子:ボーカル
- 永井真理子:コーラス
- MALTA:サックス
- 村上“ポンタ”秀一:ドラムス
- 伊藤広規:ベース
- 原田喧太:ギター

## 主なシングル
- 『涙のスイカ日記』（シングルCDとしては未発売で、これは『やまだかつてないテレビ』の初期のオープニングテーマである）
  - 『涙のスイカ日記・夏バージョン』（これもシングルCDとしては未発売だが、『やまだかつてないCD』の中のシングルである）

## 関連芸能人
- やまだかつてないWink
- KAN
- 大事MANブラザーズバンド
- 川村かおり